# Limburg Shotguns 2016
Questa voce raccoglie le informazioni riguardanti i Limburg Shotguns nelle competizioni ufficiali della stagione 2016.

## FAFL Division II 2016

### Stagione regolare
| Gand 14 febbraio 2016, ore 12:00 2ª giornata | Antwerp Argonauts | 27 – 0 | Limburg Shotguns |  |

| Beringen 28 febbraio 2016, ore 14:00 3ª giornata | Limburg Shotguns | 14 – 20 | Leuven Lions |  |

| Beringen 13 marzo 2016, ore 15:00 4ª giornata | Limburg Shotguns | 11 – 37 | Antwerp Argonauts |  |

| Anderlecht 27 marzo 2016, ore 12:00 5ª giornata | Leuven Lions | 34 – 0 | Limburg Shotguns |  |

| Anderlecht 24 aprile 2016, ore 12:00 7ª giornata | Antwerp Argonauts | 49 – 9 | Limburg Shotguns |  |

| Beringen 8 maggio 2016, ore 15:00 8ª giornata | Leuven Lions | 48 – 57 | Limburg Shotguns |  |

## Statistiche di squadra
| Competizione             | %Vittorie | In casa | In casa | In casa | In casa | In casa | In casa | In trasferta | In trasferta | In trasferta | In trasferta | In trasferta | In trasferta | Totale | Totale | Totale | Totale | Totale | Totale |
| Competizione             | %Vittorie | G       | V       | N       | P       | Pf      | Ps      | G            | V            | N            | P            | Pf           | Ps           | G      | V      | N      | P      | Pf     | Ps     |
| ------------------------ | --------- | ------- | ------- | ------- | ------- | ------- | ------- | ------------ | ------------ | ------------ | ------------ | ------------ | ------------ | ------ | ------ | ------ | ------ | ------ | ------ |
| FAFL - Stagione regolare | .167      | 2       | 0       | 0       | 2       | 35      | 57      | 4            | 1            | 0            | 3            | 66           | 158          | 6      | 1      | 0      | 5      | 91     | 215    |
| Totale                   | .167      | 2       | 0       | 0       | 2       | 35      | 57      | 4            | 1            | 0            | 3            | 66           | 158          | 6      | 1      | 0      | 5      | 91     | 215    |